# Aloe megalacantha
Aloe megalacantha es una especie de planta suculenta de aloe. Es endémica del Cuerno de África en Somalia y Etiopía.

## Descripción
Es una planta suculenta que forma  grupos con tallos de 50-100 cm de altura. Tiene 24 o más hojas en los 50 cm superiores de los tallos, con las puntas curvadas hacia abajo, de color verde brillante, profundamente surcadas por el haz, los márgenes con el borde rosado  y  dientes de color rojo-marrón, de 5 -6 mm de largo. Las inflorescencias con numerosas ramas extendidas, de 100 cm de altura; en forma de racimos cónicos. Las flores de color rojo o amarillo.

## Taxonomía
Aloe megalacantha fue descrita por Baker y publicado en Fl. Trop. Afr. (Oliver et al.) 7(3): 469, en el año 1898 [Sep 1898]
Etimología
Ver: Aloe
megalacantha: epíteto derivado de las palabras griegas mega = "grande" y cantha = "espina", en referencia a las grandes espinas de sus hojas.
Variedades
- Aloe megalacantha subsp. megalacantha[6][2]